# Grebe (rivière)
Pour les articles homonymes, voir Grebe.
La rivière Grebe (en anglais : Grebe River) est un cours d’eau situé dans la région du Fiordland, dans l’Île du Sud de la Nouvelle-Zélande.

## Géographie
La rivière Grebe prend naissance au nord-ouest du lac Monowai dans une zone, qui faisait partie autrefois du lac mais qui en a été séparée par un énorme glissement de terrain il y a environ 13 000 ans. La rivière s’écoule maintenant vers le nord, à partir de la chaîne des monts Townley située vers l’ouest, et de la chaîne de la monts Hunter située vers l’est, et se jette dans la branche sud du lac Manapouri. Les principaux affluents sont les torrents Jaquiery Stream, Florence Stream, Emerald Stream et Percy Stream, tous arrivant par l’ouest,.
La route dite « Borland Road » court le long de la plus grande partie de la vallée de la rivière Grebe en direction du lac Manapouri. Elle fut construite en 1963 pour supporter une ligne électrique de transmission entre le lac et Tiwai Point, une usine de fusion d’aluminium.
Un chemin de randonnée court de l’extrémité nord du lac Monowai vers l’amont de la rivière Grebe, et plus en amont vers la route. Le Ministère de la Conservation maintient en état plusieurs refuges pour l’usage des randonneurs dans cette région.
Le canoyning est possible dans les trois derniers kilomètres de la rivière Grebe, de Percy Valley jusqu’au lac Manapouri.